# Fanny e Alexander
Fanny e Alexander (em sueco:  Fanny och Alexander) é um filme de co-produção entre Suécia, França e Alemanha de 1982, do gênero drama, realizado por Ingmar Bergman, que também é o autor do roteiro. A edição é de Sylvia Ingemarsson, a direção de arte de Anna Asp e Susanne Lingheim e a direção de fotografia de Sven Nykvist.
A trama se concentra em dois irmãos e sua grande família em Uppsala, Suécia, durante a primeira década do século XX. Após a morte do pai das crianças homônimas (Allan Edwall), sua mãe (Ewa Fröling) se casa novamente com um bispo proeminente (Jan Malmsjö) que se torna abusivo em relação a Alexander.

## Enredo
Em 1907, o jovem Alexander, sua irmã Fanny e sua família abastada, os Ekdahls, vivem em uma cidade sueca, administrando um teatro moderadamente lucrativo. Na época do Natal, os Ekdahls realizam uma peça de presépio e, mais tarde, uma grande festa de Natal. Os pais dos irmãos, Emilie e Oscar, são casados e felizes até que Oscar morre repentinamente de um derrame. Pouco depois, Emilie se casa com Edvard Vergérus, o bispo local e viúvo, e se muda para sua casa, onde mora com sua mãe, irmã, tia e empregadas.
Emilie inicialmente espera que ela seja capaz de transportar as qualidades livres e alegres de sua casa anterior para o casamento, mas percebe que as duras políticas autoritárias de Edvard são inabaláveis. A relação entre o bispo e Alexandre é especialmente fria, pois Alexandre inventa histórias, pelas quais Edvard o pune severamente. Como resultado, Emilie pede o divórcio, com o qual Edvard não consente; Embora ela possa deixar o casamento, isso seria legalmente considerado deserção, colocando os filhos sob sua custódia. Enquanto isso, o resto da família Ekdahl começou a se preocupar com sua condição, e Emilie visita secretamente sua ex-sogra, Helena, revelando que está grávida.
Durante a ausência de Emilie, Edvard confina as crianças em seu quarto, ostensivamente para sua segurança. Lá, Alexander compartilha uma história, alegando que foi visitado pelos fantasmas da família Vergérus, que revelaram que o bispo foi o responsável por suas mortes. A empregada Justina relata a história a Edvard, que responde com castigos corporais. Depois que Emilie retorna, o amigo da família Ekdahl, Isak Jacobi, ajuda a contrabandear as crianças da casa. Eles moram temporariamente com Isak e seus sobrinhos em sua loja.
Os ex-cunhados de Emilie confrontam Edvard para negociar o divórcio, usando os filhos, as dívidas do bispo e a ameaça de um escândalo público para alavancar, mas Edvard não se comove.
Emilie, agora nos estágios finais de sua gravidez, se recusa a devolver as crianças à casa de Edvard. Emilie permite que Edvard beba uma grande dose de seu sedativo brometo. Ela explica a ele, quando a medicação faz efeito, que pretende fugir de casa enquanto ele dorme. Ele ameaça seguir sua família e arruinar suas vidas, mas cai inconsciente. Depois que ela escapa, a moribunda tia Elsa de Edvard acidentalmente derruba uma lâmpada a gás, incendiando suas roupas de cama, camisola e cabelo. Envolta em chamas, ela corre pela casa, buscando a ajuda de Edvard, mas ele também é incendiado. Embora parcialmente incapacitado pelo sedativo, ele é capaz de se desvencilhar da tia Elsa, mas é gravemente queimado e morre pouco depois.
Alexandre fantasiou sobre a morte de seu padrasto enquanto morava com Isak e seus sobrinhos Aron e Ismael Retzinsky. O misterioso Ismael explica que a fantasia pode se tornar realidade como ele sonha.
A família Ekdahl se reúne para a celebração do batismo da filha de Emilie e do falecido bispo, bem como da filha extraconjugal do tio de Alexandre, Gustav Adolf, e da empregada da família, o major Alexander encontra o fantasma do bispo que o derruba no chão e diz que ele nunca será livre. Emilie, tendo herdado o teatro, entrega a Helena uma cópia da peça de August Strindberg A Dream Play para ler e diz a ela que eles devem apresentá-la juntos no palco. Inicialmente zombando da ideia e declarando Strindberg um "misógino", Helena aceita a ideia e começa a lê-la para um Alexander adormecido.

## Elenco
Casa Ekdahl
- Gunn Wållgren…Helena Ekdahl (avó)
- Jarl Kulle…Gustav Adolf Ekdahl
- Mona Malm…Alma Ekdahl (esposa de Gustav)
- Angelica Wallgren…Eva Ekdahl (filha de Gustav e Almas)
- Maria Granlund…Petra
- Kristian Almgren…Putte
- Emelie Werkö…Jenny
- Allan Edwall…Oscar Ekdahl (pai de Fanny e Alexander)
- Ewa Fröling…Emelie Ekdahl (esposa de Oscar)
- Bertil Guve…Alexander Ekdahl
- Pernilla Allwin…Fanny Ekdahl
- Börje Ahlstedt…Carl Ekdahl
- Christina Schollin…Lydia Ekdahl (esposa alemã de Carl)
- Sonya Hedenbratt…Tia Emma
- Käbi Laretei…Tia Anna von Bohlen
- Majlis Granlund…Vega
- Svea Holst…Ester, a criada idosa
- Kristina Adolphson…Siri
- Siv Ericks…Alida
- Inga Ålenius…Lisen
- Eva von Hanno…Berta
- Pernilla August…Maj (babá de Fanny e Alexander)
- Lena Olin…Rosa (criada de Emelie)
- Patricia Gélin…estátua
- Gösta Prüzelius…Dr. Fürstenberg
- Hans Strååt…padre
- Carl Billquist…Jespersson, policial
- Axel Düberg…testemunha
- Olle Hilding…testemunha

Casa do Bispo
- Jan Malmsjö…Bispo Edvard Vergérus
- Kerstin Tidelius…Henrietta Vergérus
- Hans Henrik Lerfeldt…Elsa Bergius
- Marianne Aminoff…Blenda Vergerus
- Harriet Andersson…Justina
- Mona Andersson…Karna (criada)
- Marianne Nielsen…Selma (criada)
- Marrit Ohlsson…Tander (cozinheira)
- Linda Krüger…Pauline
- Pernilla Wahlgren…Esmeralda
- Peter Stormare…homem jovem
- Krister Hell…homem jovem

Casa Jacobi
- Erland Josephson…Isak Jacobi
- Stina Ekblad…Ismael Retzinsky
- Mats Bergman…Aron Retzinsky
- Viola Aberlé…mulher japonesa
- Gerd Andersson…mulher japonesa
- Ann-Louise Bergström…mulher japonesa
- Marie-Hélène Breillat…mulher japonesa

Teatro
- Gunnar Björnstrand…Filip Landahl
- Heinz Hopf…Tomas Graal
- Sune Mangs…Senhor Salenius
- Nils Brandt…Senhor Morsing
- Per Mattsson…Mikael Bergman
- Anna Bergman…Hanna Schwartz
- Lickå Sjöman…Grete Holm
- Georg Årlin
- Gus Dahlström
- Ernst Gunther…Reitor
- Hugo Hasslo…cantor

## Produção
Bergman pretendia que o filme fosse seu último longa-metragem, apesar de continuar a escrever muitos roteiros e dirigir vários especiais de televisão. É bastante pessoal e baseia-se muito na infância infeliz dele e da irmã Margareta, com muitos atritos com o rígido pai pastor luterano.
Liv Ullmann e Max von Sydow foram originariamente considerados para os papéis de Emilie e Bispo Vergerus, mas a atriz não conseguiu se livrar de outros compromissos e Sydow não recebeu o convite, aparentemente por falha de seu empresário americano. Bergman recrutou os novatos Ewa Fröling e Jan Malmsjö, este mais conhecido na Suécia como um talentoso cantor e dançarino mas que também atua em peças de teatro e no cinema. Bertil Guve, que foi elogiado pela interpretação do menino Alexander, não quis continuar a carreira de ator, graduando-se em Economia.

### Duas versões
Existem duas versões de Fanny e Alexander: uma mais curta de cerca de três horas (188 minutos), e uma longa, de mais de cinco horas (312 minutos). A versão menor foi lançada primeiro. A mais longa foi exibida como minissérie para a televisão.
A versão menor estreou nos cinemas em 17 de dezembro de 1982. A versão longa estreou na Suécia em 17 de dezembro de 1983. A minissérie de quatro partes foi ao ar pela televisão sueca.

## Recepção
O filme tem uma taxa de aprovação de 100% no Rotten Tomatoes, com base em 38 comentários dos críticos, que é seguido do consenso: "Ingmar Bergman transmite a infância com uma atenção meticulosa aos detalhes e uma visão suntuosa da fragilidade humana em Fanny and Alexander, uma obra-prima que cristaliza muitas das preocupações dos diretores em um épico familiar". No Metacritic, o filme tem uma pontuação média ponderada de 100 de 100 com base em 8 críticos, indicando "aclamação universal".

## Homenagens
Óscar (1984)

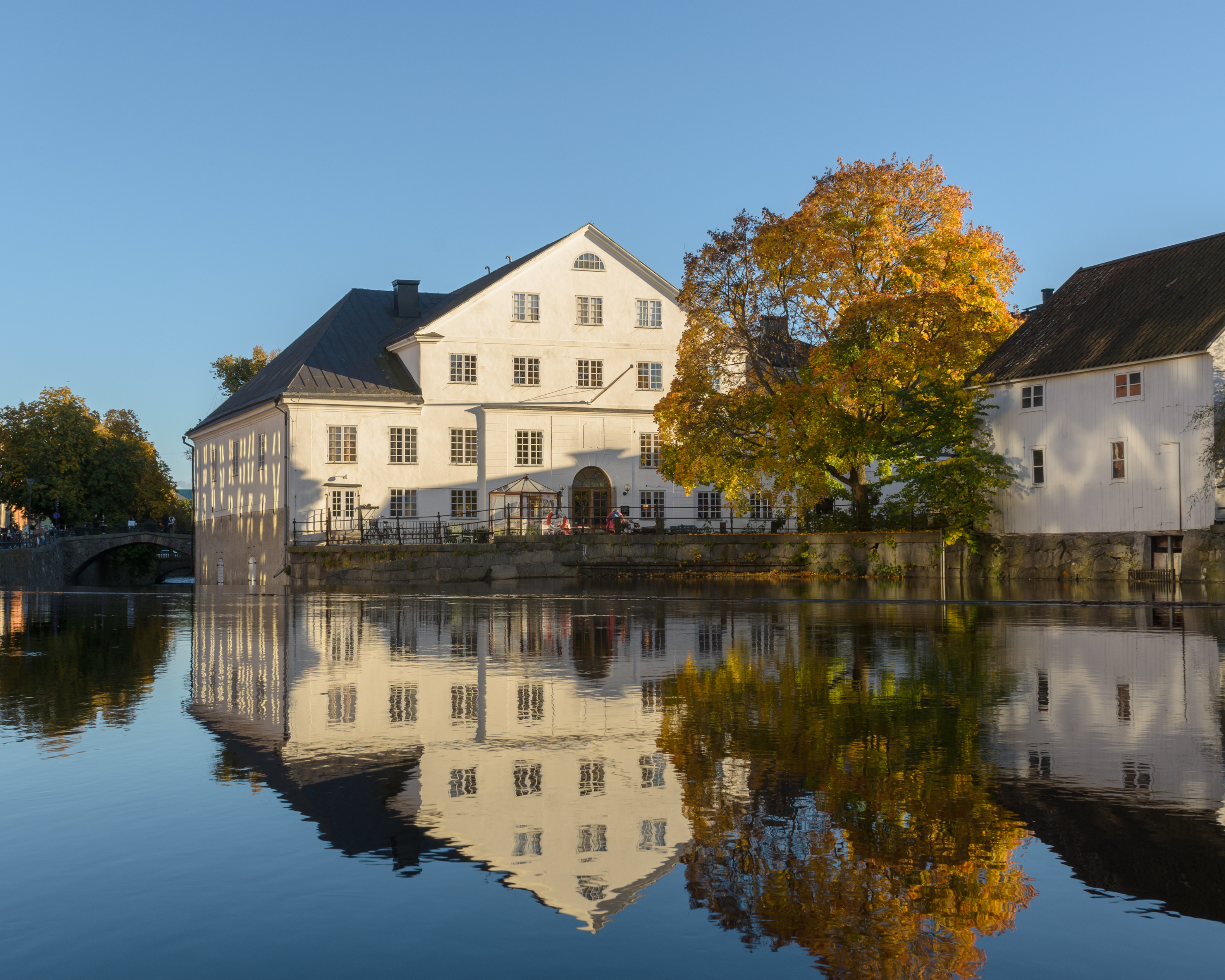
Antigo moinho da universidade no rio Fyris no centro de Uppsala. Abrigando agora o museu do condado da Uppland (Upplandsmuseet) do condado de Uppsala. O exterior da edificação foi usado por Ingmar Bergman para a casa do bispo no filme Fanny e Alexander (1982).

- Venceu nas categorias de melhor filme estrangeiro, melhor fotografia, melhor guarda-roupa e melhor direcção de arte.
- Indicado nas categorias de melhor realizador e melhor argumento original.

Globo de Ouro (1984)
- Venceu na categoria de melhor filme estrangeiro.
- Indicado na categoria de melhor realizador.

BAFTA (1984)
- Venceu na categoria de melhor fotografia.
- Indicado nas categorias de melhor filme estrangeiro e melhor guarda-roupa

César (1984)
- Venceu na categoria de melhor filme estrangeiro

Festival de Veneza (1983)
- Venceu o Prémio FIPRESCI